# Conselho da Grande Londres

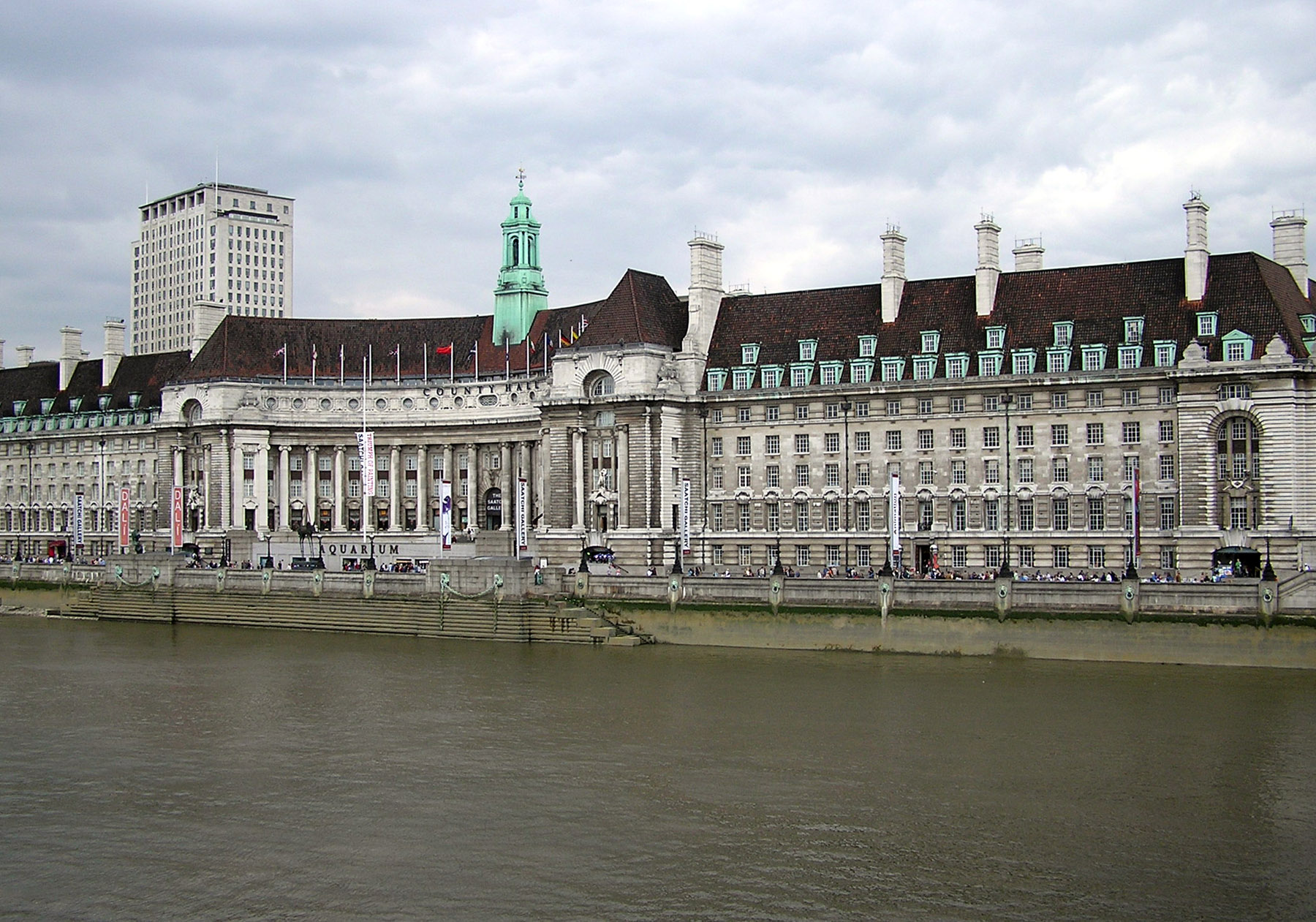
County Hall, o sede do GLC

O Conselho da Grande Londres (em inglês: Greater London Council - GLC) foi uma poderosa organização coordenadora do poder local em toda a área londrina, que funcionou entre 1965 e 1986. Dirigia os trinta e três distritos de Londres.
Substituiu o antigo Conselho do Condado de Londres (em inglês: London County Council - LCC), o qual cobria uma área muito menor.

## Criação

Brasão de armas do GLC

No ano 1957, uma comissão real foi instalada sobre a direcção de Sir Edwin Herbert, que presentou o seu relatório no ano 1960. Ela tem recomendada a criação de 52 novos distritos londrinos como o base por o governo local. Em adição, ela tem recomendada igualmente que o LCC estar substituído por uma autoridade estratégica mais fraca, com a responsabilidade dos transportes em comum, o rede rodoviária, a regeneração e o desenvolvimento das habitações.
As recomendações foram por na maior parte aceitadas, mas o número dos novos distritos foi reduzido a 32. O Grande Londres cobria o condado de Londres, uma grande parte de Middlesex, partes de Essex, de Kent e de Surrey, uma pequena parte de Hertfordshire e as vilas de Croydon, East Ham e West Ham, que não foram dentro do controle de um condado.

## Abolição
Por volta de 1983, o governo de Margaret Thatcher estava determinado a acabar com o GLC e com o seu então líder, Ken Livingstone. O gabinete concordou, "em princípio", em abolir o GLC e devolver suas funções para os distritos.
Os argumentos para tal abolição foram detalhados no papel branco Streamlining the cities. O governo alegou que o GLC tinha que ser abolido por ser ineficiente e desnecessários e que suas funções poderiam ser melhor desempenhadas pelos próprios distritos.
Entretanto, críticos afirmam que sua abolição foi politicamente motivada, uma vez que se tornou um veículo poderoso para a oposição do governo Thatcher.
Em 1986, o governo Thatcher, conservador, aboliu o Conselho da Grande Londres por causa da administração trabalhista esquerdista de Livingstone.

## Substituição
A nova Autoridade da Grande Londres (Greater London Authority, abreviada como GLA) foi estabelecida em 2000. Tem uma estrutura muito diferente da do GLC, sendo constituída por um diretamente eleito Prefeito de Londres e pela Assembléia de Londres. As eleições do Prefeito de Londres foram vencidas pelo mesmo Ken Livingstone, que começou seu discurso de vitória com a seguinte frase: "Como eu estava dizendo antes, eu fui rudemente interrompido catorze anos atrás".

## Líderes do GLC
- Bill Fiske 1964-67
- Desmond Plummer 1967-73
- Sir Reg Goodwin 1973-77
- Sir Horace Cutler 1977-81
- Andrew McIntosh 7th - 8th May 1981
- Ken Livingstone 1981-84
- John Wilson 1984
- Ken Livingstone 1984-86